# Dwarf

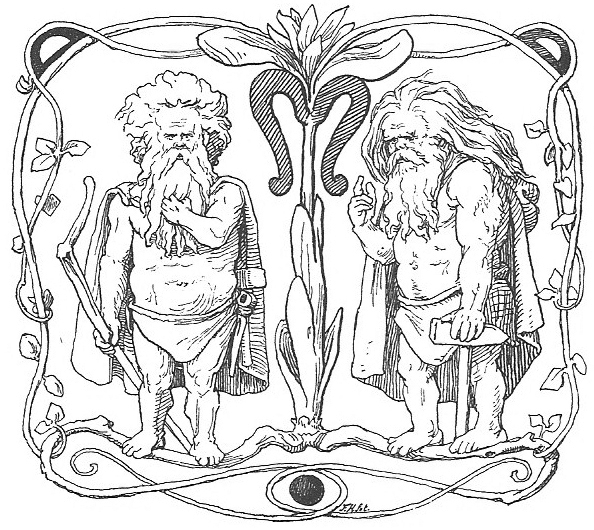
Doi dwarfi din Poetic Edda, poemul Völuspá (1895) de Lorenz Frølich

Dwarfii sunt pitici robuști și foarte puternici.
Sunt amintiți în mitologia nordică și în cea germană precum și în role-playing games.
În mitologie, dwarfii și oamenii au același comportament, singura diferență este aceea că preferă să trăiască în zone montane sau în subteran. În literatura de specialitate sau în jocuri, dwarfii au abilitatea de a vedea în întuneric. Sunt portretizați ca având mari averi și că în timpul liber, fac arme si armuri costisitoare, fiind considerați fierari desăvârșiți
Acest articol referitor la mitologia nordică  este deocamdată un ciot. Puteți ajuta Wikipedia prin completarea lui!